# Vellozia albiflora
Vellozia albiflora är en enhjärtbladig växtart som beskrevs av Johann Baptist Emanuel Pohl. Vellozia albiflora ingår i släktet Vellozia och familjen Velloziaceae. Inga underarter finns listade.